# Río Grande (Minas Gerais)
El río Grande es un río ubicado al sudeste de Brasil, considerado uno de los cursos fluviales más importantes de la región. Seis grandes presas aprovechan el potencial hidroeléctrico del río: Furnas, Peixoto, Estreito, Jaraguá, Volta Grande y Água Vermelha.
Nace en la serra da Mantiqueira y desemboca en una de las áreas agrícolas más importantes de Brasil, entre los estados de São Paulo y Minas Gerais
Tras recorrer 1455 km, da origen, en su confluencia con el río Paranaíba en el límite entre los estados brasileños de  São Paulo, Minas Gerais y Mato Grosso do Sul al río Paraná.
Sus principales afluentes son el río Pardo y el río Sapucaí (370 km)
- Datos: Q386331
- Multimedia: Grande River (Minas Gerais) / Q386331